# فرودگاه سن میگوئل
فرودگاه سن میگوئل (به انگلیسی: San Miguel Field) یک فرودگاه همگانی است که یک باند فرود سنگفرش دارد و طول باند آن ۴۷ متر است. این فرودگاه در کشور جمهوری دومینیکن قرار دارد و در ارتفاع ۱۳۱ متری از سطح دریا واقع شده است.